# 金毛獅王 (電影)
《金毛狮王》（英語：The Golden Lion）是1975年上映的一部香港电影，由何夢華执导，江揚编剧，李菁等領銜主演。该电影主要讲述金毛狮王与神医一家所发生的故事。

## 劇情簡介
江湖中有一个名人，他叫“金毛狮王”，经常做着劫富济贫的事情，而就是因为他的这个行为，从而遭到了一些官员的记恨，并召集了一些杀手去杀死他。
不过虽说这些杀手被金毛狮王击退，但是他却也被这些人设计，并中毒。所以在这之后在金毛狮王的朋友帮助下，他们遇到了神医一家为金毛狮王解毒。
然而那些杀手却也因此而找上了神医一家，并决定利用神医的儿子等一些其他方式来杀掉金毛狮王……
但是最后，解毒之后金毛狮王还是将这些杀手杀死，并在之后浪迹江湖……

## 演员
- 赵雄
- 李菁
- 詹森
- 曾楚霖
- 金军
- 小麒麟
- 王俠
- 房勉
- 王清河
- 元華
- 元武
- 南宫勋

## 備註
1. ↑  . 香港電影資料館. 2003年.
2. ↑  宋伟杰. . 江苏人民出版社. 1999年.
3. ↑  张骏祥, 程季华. . 上海辞书出版社. 1995年.

## 相關連結
- 互联网电影数据库（IMDb）上《金毛獅王》的资料（英文）
- 豆瓣电影上《金毛獅王》的資料 （简体中文）
- 香港影庫上《金毛獅王》的資料（繁體中文）